# Чечевиця афганська
Чечевиця афганська (Carpodacus grandis) — вид горобцеподібних птахів родини в'юркових (Fringillidae). Мешкає в Гімалаях, Каракорумі і Гіндукуші. Раніше вважався підвидом арчевої чечевиці.

## Опис
Довжина птаха становить 18-29 см, вага 18-35 г. Виду притаманний статевий диморфізм. У самців обличчя і груди червонуваті, живіт і гузка оранжеві, верхня частина тіла коричнева, крила і хвіст більш темні. Крила мають червонуваті края. Самиці мають переважно сірувато-коричневе забарвлення, спина і голова у них більш темні. Груди і живіт білувато-сірі, окремі пера на них мають темні кінчики, що робить їх дещо пістрявими. Дзьоб чорнуватий з попурпуровими краями, очі темно-карі, лапи чорнуваті.

## Поширення і екологія
Афганські чечевиці поширені в горах Афганістану, західного і північного Пакистану і північно-західної Індії (на схід до північного Хімачал-Прадешу, взимку до Уттаракханда). Вони живуть на гірських схилах, порослих хвойними лісами з густим підліском, на висоті від 2000 до 2900 м над рівнем моря. Взимку мігрують в долини. Зустрічаються парами або невеликими зграйками, живляться насінням, а також ягодами і дрібними безхребетними.